# Yoni Ninahuamán
Yoni Ninahuamán (ur. 20 lipca 1990 w Cuzco) – peruwiańska lekkoatletka specjalizująca się w biegach długodystansowych.
W 2008 zajęła 1. miejsce w biegu juniorek (6 km) podczas mistrzostw Ameryki Południowej w biegach przełajowych. Rok później zdobyła srebro mistrzostw Ameryki Południowej juniorów w biegu na 3000 metrów z przeszkodami. W 2011 była uczestniczką mistrzostw ibero-amerykańskich w San Fernando. Była 7. w biegu na 5000 metrów i 5. w biegu na 3000 metrów z przeszkodami podczas mistrzostw Ameryki Południowej w Buenos Aires. Startowała na igrzyskach panamerykańskich w Guadalajarze, na których zajęła 7. miejsce w biegu na 3000 metrów z przeszkodami. Na tym samym dystansie, w 2012, zdobyła złoto mistrzostw ibero-amerykańskich. Mistrzyni i wicemistrzyni młodzieżowych mistrzostw kontynentu w São Paulo. Medalistka mistrzostw kraju.

## Rekordy życiowe
- Bieg na 3000 metrów z przeszkodami – 10:16,6 (2010) były rekord Peru
- Bieg na 5000 metrów – 16:36,47 (2010)
- Bieg na 10 000 metrów – 35:43,0 (2010)